# Аббас, Хадия Халаф
Хадия Халаф Аббас (араб. هدیة خلف عباس‎; 1958, Дайр-эз-Заур — 13 ноября 2021, Дайр-эз-Заур) — сирийский политический деятель. Член Партии арабского социалистического возрождения (Баас). Председатель Народного совета Сирии (2016—2017), первая женщина на этом посту.

## Биография
Родилась в 1958 году в мухафазе Дайр-эз-Заур.
Окончила Университет Халеба, получила степень доктора технических наук в области сельскохозяйственного машиностроения.
Работала в Национальном союзе сирийских студентов (отделение в мухафазе Дайр-эз-Заур). В 1983 году стала председателем.
Работала преподавателем.
В 1988—1998 годах — член руководства Партии арабского социалистического возрождения в мухафазе Дайр-эз-Заур.
По результатам парламентских выборов 5 марта 2003 года избрана депутатом Народного совета Сирии VIII созыва.
После выборов 13 апреля 2016 года состоялась церемония открытия парламента 6 июня. На ней на безальтернативных выборах Хадия Аббас избрана председателем Народного совета Сирии. Стала первой женщиной на этом посту.
20 июля 2017 года Народный совет Сирии большинством голосов отправил Хадию Аббас в отставку. Обязанности временно исполнял заместитель председателя, сирийский режиссёр Надждат Анзур. Новым председателем 28 сентября избран Хаммуда Сабаг.
Умерла 13 ноября 2021 года от инфаркта миокарда в военном госпитале в Дайр-эз-Зауре.